# Attilio Firpo
Attilio Firpo, nome di battaglia Attila (Genova, 9 marzo 1916 – Genova, 14 gennaio 1945), è stato un partigiano italiano.

## Biografia
Di professione impiegato, partigiano della resistenza durante la seconda guerra mondiale, appartenente alla Brigata Squadre di azione patriottica "Mirolli" con il nome di battaglia di Attila.
Fu fucilato in corso Galliera a Genova nel quartiere di Marassi il 14 gennaio 1945 e gli venne successivamente intitolata una brigata Gruppi di Azione Patriottica mentre suo fratello Giovanni fu fra i martiri dell'eccidio di Cefalonia.
La morte di Firpo è legata all'episodio detto del "panino e della mela", doppiamente tragico sia perché non avvenne per atto di rappresaglia ad un attacco delle forze di Liberazione sia per il modo in cui furono uccisi i partigiani: tredici detenuti furono prelevati dal carcere di Marassi con diversi camion e portati in località prossime alle loro abitazioni.

Gli era stato detto che sarebbero stati liberati e a ciascuno di loro furono messi in tasca un panino ed una mela. Probabilmente tale gesto aveva lo scopo di tenerli tranquilli e rassicurarli durante il tragitto.
Alcuni furono fulminati con colpi alla nuca appena scesi dal camion: nello specifico si trattava dei partigiani Giuseppe Biscuola, Antonio Tronfi, Giovanni Meloni, Efisio Atzeni, Attilio Firpo, tutti abitanti nel popolare quartiere di Marassi, Jursè e Spataro (questi ultimi uccisi al quartiere del Campasso, vicino a Sampierdarena), altri due a Borzoli e quattro in piazza Baracca a Sestri Ponente.
Lo sdegno provocato in città fu tale che i fascisti inventarono una versione dei fatti affidandola ai giornali di regime, nella quale si imputava la strage a regolamenti di conti tra bande di ribelli e ad "esecuzioni bolsceviche".

## Riconoscimenti
Il comune di Genova ha dedicato a Firpo un ponte e una piazzetta sul Bisagno nel quartiere di Marassi.
La sezione genovese dell'ANPI e il comune hanno dedicato una lapide in Corso Galliera di fronte al civico 10 dove venne fucilato nel 1945 dalle Brigate nere.